# Tetrastigma megacarpum
Tetrastigma megacarpum är en vinväxtart som beskrevs av A. Latiff. Tetrastigma megacarpum ingår i släktet Tetrastigma och familjen vinväxter. Inga underarter finns listade i Catalogue of Life.